# یک روز بزرگ
یک روز بزرگ با والاس و گرومیت، که بعدها با نام یک روز بزرگ در خارج وارد بازار شد در سال ۱۹۸۹ منتشر گردید. یک فیلم انیمیشن کوتاه است که توسط نیک پارک در استودیو آردمن در بریستول کارگردانی شده است. در این فیلم والاس و گرومیت که برای تعطیلات به پیک نیک به سر می‌برند تصمیم می‌گیرند با ساخت یک موشک برای به دست آوردن تکه‌های پنیر به ماه سفر کنند.
این فیلم کوتاه در ۴ نوامبر ۱۹۸۹ (۱۳ آبان ۱۳۶۸) در جشنواره انیمیشن بریستول در نگارخانه آرنلفینی بریستول به نمایش درآمد. اولین بار در دسامبر ۱۹۸۹، در شب کریسمس، از کانال ۴ پخش شد. فیلم‌های شلوار اشتباهی (۱۹۹۳)، اصلاح سه‌تیغ (۱۹۹۵)، نفرین موجود خرگوش نما (۲۰۰۵)، و قضیه قرص نان و مرگ (۲۰۰۸) در ادامه این فیلم منتشر شدند.
این فیلم نامزد دریافت جایزه اسکار بهترین فیلم کوتاه انیمیشن در اسکار ۱۹۹۰ شد.

## داستان
والاس مخترع دوست‌داشتنی، که علاقه زیادی به پنیر دارد در تعطیلات درحال استراحت بود که متوجه نبود پنیر در خانه شد و چون خیلی به پنیر علاقه‌مند بود با مطالعه کتاب های مربوط به پنیر متوجه این شد که ماه از پنیر ساخته شده است و بعد از مطالعه کتاب های زیادی متوجه چگونگی ساخت موشک شد و به همراه سگ خود گرومیت یک راکت موشک می‌سازد برای سفر به ماه و به دست آوردن تکه‌های پنیر.
در ماه آن‌ها یک روبات را می‌بینند سپس والاس سکه‌ای را در روبات می‌اندازد اما روبات حرکت نمی‌کند ولی وقتی والاس و گرومیت از آن منطقه دور شدند، روبات فعال شد و به سمت وسایل پیک نیک آن‌ها رفت سپس یک مجله گردشگری را پیدا کرد و آرزو داشت که بتواند به زمین سفر کند و اسکی بازی کند.
هنگامی که والاس و گرومیت پس از جمع‌آوری تکه‌های پنیر تصمیم گرفتند به زمین بازگردند او تلاش می‌کند که سوار موشک بشود و به همراه آن‌ها به زمین برود ولی موفق نمی‌شود اما می‌تواند قطعه‌ای از راکت را دربیاورد و با همان در ماه اسکی می‌کند و سپس از والاس و گرومیت خداحافظی می‌کند.